# Linea Kintetsu Nara
La Linea Kintetsu Nara (近鉄奈良線?, Kintetsu Nara-sen) è una linea ferroviaria privata gestita dalle Ferrovie Kintetsu che collega la città giapponese di Ōsaka con Nara passando per Ikoma. Il percorso della linea è in diretta concorrenza con la linea Yamatoji, gestita dalla JR West, che però passa più esternamente dai centri abitati, servendo quindi un minor numero di pendolari. La ferrovia inizia presso la Fuse nella periferia est di Osaka, anche se tutti partono dalla stazione di Ōsaka Namba, e termina alla stazione di Kintetsu Nara. Alcuni treni provengono inoltre dalla stazione di Sannomiya dopo aver percorso la linea principale Hanshin e la linea Hanshin Namba.

## Storia
La linea venne aperta dalle Ferrovie Elettriche di Osaka (大阪電気軌道 Osaka Denki Kidō) nel 1914. Nel 1970 venne quindi aperta la linea Kintetsu Namba e il capolinea passò dalla stazione di Ōsaka-Uehommachi a quella di Ōsaka-Namba.

## Operazioni
I treni oltre a percorrere tutta la linea, entrano nella linea Kintetsu Namba e si attestano alla stazione di Ōsaka Namba, dove la maggior parte continua lungo la linea Hanshin Namba verso la stazione di Amagasaki o Sannomiya nel caso degli Espressi Rapidi attraverso la linea principale Hanshin. Fra Yamato-Saidaiji e Kintetsu Nara la linea è anche percorsa dai treni diretti a Kyoto tramite la linea Kintetsu Kyōto.

## Servizi ferroviari
- (LE): Fermate dei treni Espressi Limitati
- Locale (L) (普通, Futsū o 各駅停車, Kakueki teisha) ferma in tutte le stazioni (non indicati nella tabella)
- SES: Semiespresso Suburbano (区間準急?, Kukan-Junkyū)
- SE: Semiespresso (準急?, Junkyū)
- EX: Espresso (急行?, Kyūkō)
- ER: Espresso Rapido (快速急行?, Kaisoku-Kyūkō)

| Linea            | Nome stazione        | Giapponese       | Distanza interstazione | Distanza da Fuse | SES | SE | EX | ER | Collegamenti | Posizione | Posizione |
| ---------------- | -------------------- | ---------------- | ---------------------- | --- | --- | --- | --- | --- | --- | --- | --- |
| Servizio diretto | Servizio diretto     | Servizio diretto | Servizio diretto       | Servizio diretto | Da Ōsaka-Namba L, SES, SE via Linea Hanshin Namba fino ad Amagasaki ER via linea principale Hanshin fino a Sannomiya | Da Ōsaka-Namba L, SES, SE via Linea Hanshin Namba fino ad Amagasaki ER via linea principale Hanshin fino a Sannomiya | Da Ōsaka-Namba L, SES, SE via Linea Hanshin Namba fino ad Amagasaki ER via linea principale Hanshin fino a Sannomiya | Da Ōsaka-Namba L, SES, SE via Linea Hanshin Namba fino ad Amagasaki ER via linea principale Hanshin fino a Sannomiya | Da Ōsaka-Namba L, SES, SE via Linea Hanshin Namba fino ad Amagasaki ER via linea principale Hanshin fino a Sannomiya | Da Ōsaka-Namba L, SES, SE via Linea Hanshin Namba fino ad Amagasaki ER via linea principale Hanshin fino a Sannomiya | Da Ōsaka-Namba L, SES, SE via Linea Hanshin Namba fino ad Amagasaki ER via linea principale Hanshin fino a Sannomiya |
| Linea Namba      | Ōsaka Namba          | 大阪難波         | -                      | 6.1 | ● | ● | ● | ● | Linea Hanshin Namba（servizio diretto） Linea Midōsuji Linea Yotsubashi Linea Sennichimae Linea principale Nankai Linea Nankai Kōya Linea Kansai Linea Yamatoji | Prefettura di Osaka | Osaka Chūō-ku |
| Linea Namba      | Kintetsu Nippombashi | 近鉄日本橋       | 0.8                    | 5.3 | ● | ● | ● | ● | Linea Sakaisuji Linea Sennichimae | Prefettura di Osaka | Osaka Chūō-ku |
| Linea Namba      | Ōsaka Uehommachi     | 大阪上本町       | 1.2                    | 4.1 | ● | ● | ● | ● | Linea Tanimachi Linea Sennichimae | Prefettura di Osaka | Osaka Tennōji-ku |
| Linea Osaka      |                      | 大阪上本町       | 1.2                    | 4.1 | ● | ● | ● | ● | Linea Tanimachi Linea Sennichimae | Prefettura di Osaka | Osaka Tennōji-ku |
| Tsuruhashi       | 鶴橋                 | 1.1              | 3.0                    | ● | ● | ● | ● | Linea Circolare di Ōsaka Linea Sennichimae | Osaka Ikuno-ku | Prefettura di Osaka | |
| Imazato          | 今里                 | 1.7              | 1.3                    | ｜ | ｜ | ｜ | ｜ | | Osaka Ikuno-ku | Prefettura di Osaka | |
| Fuse             | 布施                 | 1.3              | 0.0                    | ● | ● | ● | ｜ | Linea Kintetsu Ōsaka | Higashiōsaka | Prefettura di Osaka | |
| Linea Nara       | 布施                 | 1.3              | 0.0                    | ● | ● | ● | ｜ | Linea Kintetsu Ōsaka | Higashiōsaka | Prefettura di Osaka | |
| Kawachi-Eiwa     | 河内永和             | 0.8              | 0.8                    | ｜ | ｜ | ｜ | ｜ | Linea Ōsaka Higashi | Higashiōsaka | Prefettura di Osaka | |
| Kawachi-Kosaka   | 河内小阪             | 0.8              | 1.6                    | ● | ● | ｜ | ｜ | | Higashiōsaka | Prefettura di Osaka | |
| Yaenosato        | 八戸ノ里             | 0.8              | 2.4                    | ｜ | ｜ | ｜ | ｜ | | Higashiōsaka | Prefettura di Osaka | |
| Wakae-Iwata      | 若江岩田             | 1.7              | 4.1                    | ｜ | ｜ | ｜ | ｜ | | Higashiōsaka | Prefettura di Osaka | |
| Kawachi-Hanazono | 河内花園             | 0.9              | 5.0                    | ｜ | ｜ | ｜ | ｜ | | Higashiōsaka | Prefettura di Osaka | |
| Higashi-Hanazono | 東花園               | 0.6              | 5.6                    | ● | ● | ▲ | ▲ | | Higashiōsaka | Prefettura di Osaka | |
| Hyōtan-yama      | 瓢箪山               | 1.4              | 7.0                    | ● | ｜ | ｜ | ｜ | | Higashiōsaka | Prefettura di Osaka | |
| Hiraoka          | 枚岡                 | 1.3              | 8.3                    | ● | ｜ | ｜ | ｜ | | Higashiōsaka | Prefettura di Osaka | |
| Nukata           | 額田                 | 0.7              | 9.0                    | ● | ｜ | ｜ | ｜ | | Higashiōsaka | Prefettura di Osaka | |
| Ishikiri         | 石切                 | 1.1              | 10.1                   | ● | ● | ● | ｜ | | Higashiōsaka | Prefettura di Osaka | |
| Ikoma            | 生駒                 | 4.1              | 14.2                   | ● | ● | ● | ● | Linea Kintetsu Keihanna Linea Kintetsu Ikoma Funicolare di Ikoma | Prefettura di Nara | Ikoma | |
| Higashi-Ikoma    | 東生駒               | 1.2              | 15.4                   | ● | ● | ｜ | ｜ | | Prefettura di Nara | Ikoma | |
| Tomio            | 富雄                 | 2.3              | 17.7                   | ● | ● | ｜ | ｜ | | Prefettura di Nara | Nara | |
| Gakuen-mae       | 学園前               | 1.4              | 19.1                   | ● | ● | ● | ● | | Prefettura di Nara | Nara | |
| Ayameike         | 菖蒲池               | 1.0              | 20.1                   | ● | ● | ｜ | ※ | | Prefettura di Nara | Nara | |
| Yamato-Saidaiji  | 大和西大寺           | 2.2              | 22.3                   | ● | ● | ● | ● | Linea Kintetsu Kyōto Linea Kintetsu Kashihara (alcuni treni diretti) | Prefettura di Nara | Nara | |
| Shin-Ōmiya       | 新大宮               | 2.7              | 25.0                   | ● | ● | ● | ● | | Prefettura di Nara | Nara | |
| Kintetsu Nara    | 近鉄奈良             | 1.7              | 26.7                   | ● | ● | ● | ● | | Prefettura di Nara | Nara | |
| Treni diretti    | Treni diretti        | Treni diretti    | Treni diretti          | Dalla stazione di Yamato-Saidaiji Locali via linea Kyoto fino a Kyoto（solo alcuni continuano sulla linea Nara） Espressi fino a Kyoto e quindi sulla Linea Karasuma della metropolitana di Kyoto fino a Kokusai-Kaikan Espresso Eccezionale fino a Tenri via linea Kintetsu Tenri | Dalla stazione di Yamato-Saidaiji Locali via linea Kyoto fino a Kyoto（solo alcuni continuano sulla linea Nara） Espressi fino a Kyoto e quindi sulla Linea Karasuma della metropolitana di Kyoto fino a Kokusai-Kaikan Espresso Eccezionale fino a Tenri via linea Kintetsu Tenri | Dalla stazione di Yamato-Saidaiji Locali via linea Kyoto fino a Kyoto（solo alcuni continuano sulla linea Nara） Espressi fino a Kyoto e quindi sulla Linea Karasuma della metropolitana di Kyoto fino a Kokusai-Kaikan Espresso Eccezionale fino a Tenri via linea Kintetsu Tenri | Dalla stazione di Yamato-Saidaiji Locali via linea Kyoto fino a Kyoto（solo alcuni continuano sulla linea Nara） Espressi fino a Kyoto e quindi sulla Linea Karasuma della metropolitana di Kyoto fino a Kokusai-Kaikan Espresso Eccezionale fino a Tenri via linea Kintetsu Tenri | Dalla stazione di Yamato-Saidaiji Locali via linea Kyoto fino a Kyoto（solo alcuni continuano sulla linea Nara） Espressi fino a Kyoto e quindi sulla Linea Karasuma della metropolitana di Kyoto fino a Kokusai-Kaikan Espresso Eccezionale fino a Tenri via linea Kintetsu Tenri | Dalla stazione di Yamato-Saidaiji Locali via linea Kyoto fino a Kyoto（solo alcuni continuano sulla linea Nara） Espressi fino a Kyoto e quindi sulla Linea Karasuma della metropolitana di Kyoto fino a Kokusai-Kaikan Espresso Eccezionale fino a Tenri via linea Kintetsu Tenri | Dalla stazione di Yamato-Saidaiji Locali via linea Kyoto fino a Kyoto（solo alcuni continuano sulla linea Nara） Espressi fino a Kyoto e quindi sulla Linea Karasuma della metropolitana di Kyoto fino a Kokusai-Kaikan Espresso Eccezionale fino a Tenri via linea Kintetsu Tenri | |